# Hermonassa
Koordinaten: 45° 13′ 8,7″ N, 36° 42′ 50,6″ O

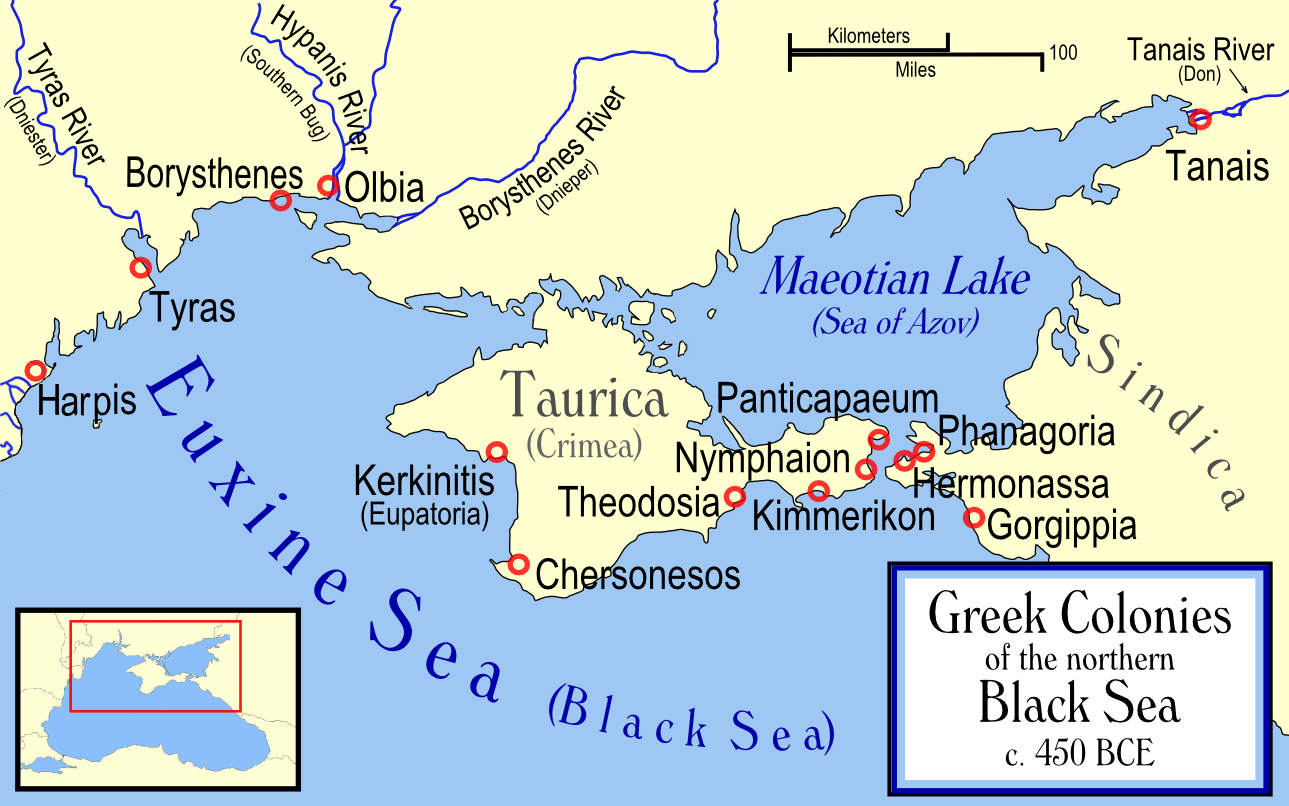
Karte der griechischen Städte am nördlichen Schwarzen Meer

Hermonassa war eine antike Stadt auf der Taman-Halbinsel an der Meerenge von Kertsch des Schwarzen Meeres.
Die antike griechische Kolonie Hermonassa wurde einige Kilometer westlich von Phanagoria, der größeren teanischen Stadt-Kolonie, gegründet. Mit dieser und Pantikapaion zusammen war Hermonassa eine der wichtigsten Handelsstädte des Bosporanischen Reichs; ihre griechische Kultur war sarmatischen Einflüssen ausgesetzt. Hermonassa wurde wohl im 4. Jahrhundert durch die Hunnen zerstört, aber schon bald kamen neue Siedler dorthin. Im 7. Jahrhundert fiel die Region an die Chasaren, die an ihrer Stelle die Festungsstadt Samkarsch erbauten.